# Akateeminen Laulu

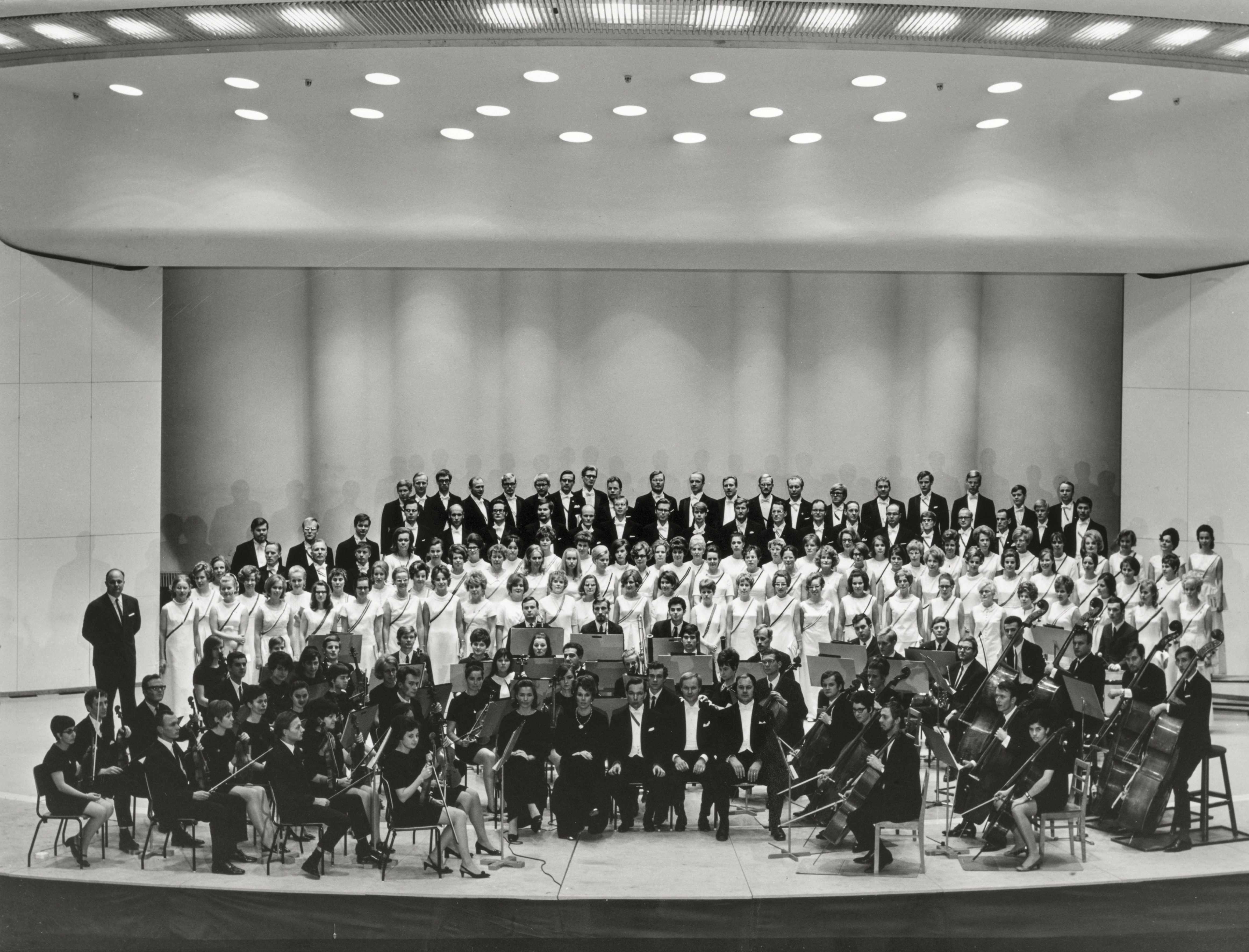
Akateeminen Laulu och Budapests universitets symfoniorkester (1969).

Akateeminen Laulu (AL) är en finländsk blandad studentkör verksam vid Helsingfors universitet. 
Akateeminen Laulu grundades 1953 för framförandet av större verk för kör och orkester. 

## Dirigenter
- Simon Parmet, 1953–1954
- Tauno Hannikainen, 1954–1959
- Paavo Berglund, 1959–1961
- Jorma Panula, 1961–1962
- Ilkka Kuusisto, 1962–1966
- Reijo Norio, 1966–1974
- Ulf Söderblom, 1974–1986
- Matti Hyökki, 1987–1990
- Atso Almila, 1990–1993
- Seppo Murto, 1994–2000
- Pasi Hyökki, 2001–2008
- Ruut Kiiski, 2008–